# Релбах
Релбах (њем. Röllbach) општина је у њемачкој савезној држави Баварска. Једно је од 32 општинска средишта округа Милтенберг. Према процјени из 2010. у општини је живјело 1.705 становника. Посједује регионалну шифру (AGS) 9676151.

## Географски и демографски подаци
Релбах се налази у савезној држави Баварска у округу Милтенберг. Општина се налази на надморској висини од 219 метара. Површина општине износи 12,4 km². У самом мјесту је, према процјени из 2010. године, живјело 1.705 становника. Просјечна густина становништва износи 137 становника/km².